# Élisa De Almeida

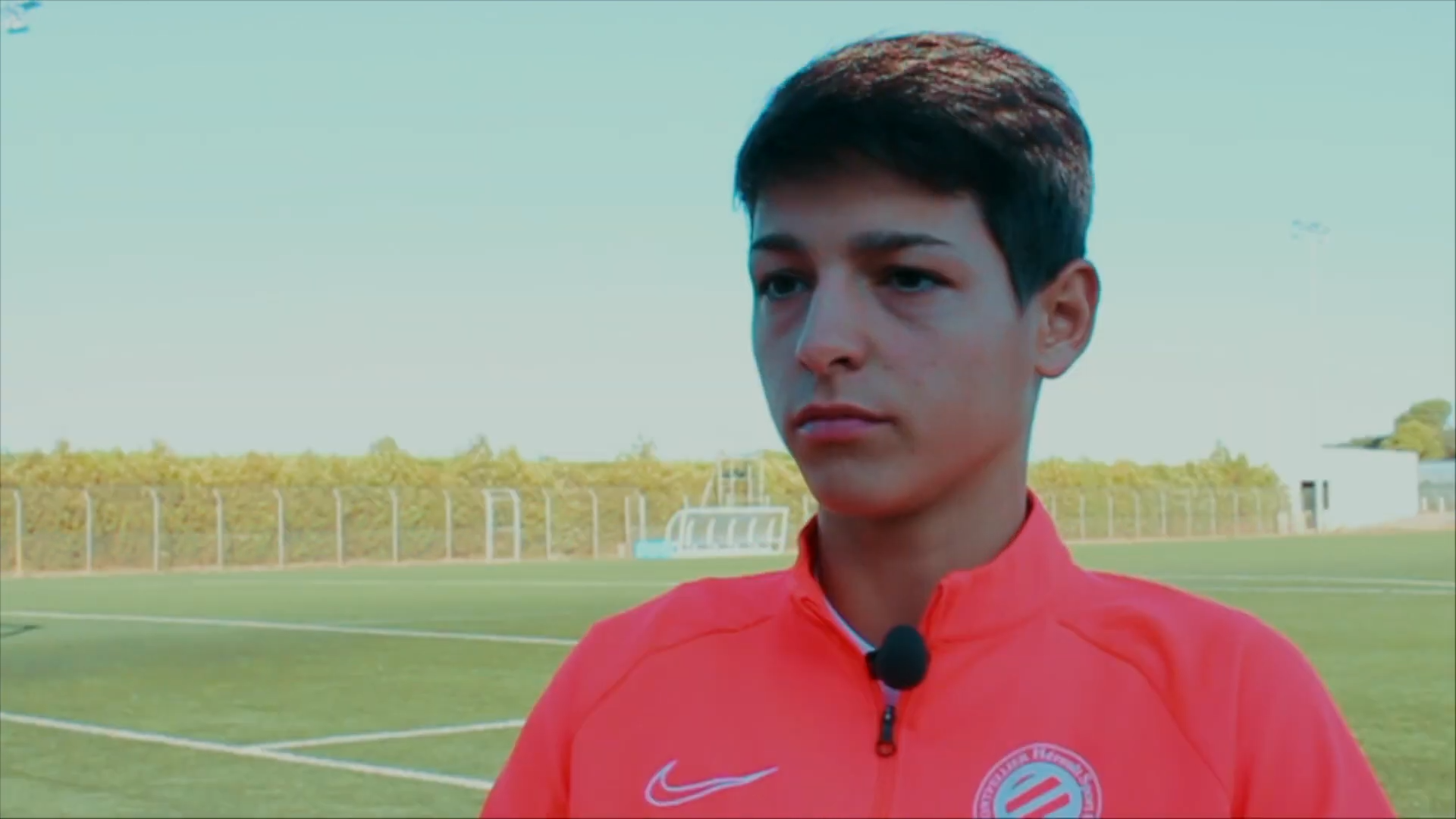
Élisa De Almeida

Élisa Flore De Almeida (* 11. Januar 1998 in Châtenay-Malabry) ist eine französische Fußballspielerin.

## Vereinskarriere
Élisa De Almeida begann bereits als Sechsjährige mit dem Fußballsport, die ersten acht Jahre bei einem Amateurklub aus ihrem im Süden des Großraums Paris gelegenen Wohnort Épinay-sur-Orge, dann für eine Saison in Villebon-sur-Yvette. Mit 15 endet in Frankreich die Zeit, in der Mädchen in gemischten Mannschaften spielen dürfen; deshalb wechselte sie 2013 zu dem Frauenverein Juvisy FCF, auch, weil die dort praktizierten Werte und der Teamgeist ihr sehr zusagten. Bei Juvisy entwickelte sie sich zur Jugend-Nationalspielerin (siehe weiter unten) und kam im Dezember 2016 zum ersten Mal auch in einem Punktspiel für das Erstligateam zum Einsatz. Diesem Debüt folgten in der gleichen Saison noch fünf weitere Ligaspiele, wobei die Abwehrspielerin viermal sogar in der Startelf des JFCF stand. Als die Mannschaften des Vereins sich am Ende dieser Spielzeit dem Paris FC anschlossen, ging auch De Almeida diesen Weg mit. Dort entwickelte sie sich schnell zur Stammkraft und brachte es in den beiden nächsten Jahren auf 33 weitere Einsätze in der Division 1 Féminine. Der Gewinn eines nationalen Titels gelang ihr allerdings weder mit Juvisy noch mit dem PFC.
Im Sommer 2019 verließ sie die Hauptstadtregion und unterschrieb beim Montpellier HSC einen Vertrag. Dort konnte Élisa De Almeida in der Saison 2019/20 sportlich einen gelungenen Einstand verzeichnen, obwohl die von ihr bis dahin bevorzugte Außenbahn-Position beim MHSC durch die Nationalspielerinnen Marion Torrent und Sakina Karchaoui blockiert war. Trainer Frédéric Mendy setzte sie in zehn Partien der Hinrunde stattdessen – ganz überwiegend im Gespann mit Anouk Dekker – in der Innenverteidigung ein; auch bei Juvisy und Paris hatte De Almeida bereits beide Rollen ausgefüllt. Nach der Winterpause bis zum pandemiebedingten Saisonabbruch im März 2020 fehlte sie aufgrund eines Ermüdungsbruchs im Fuß bei sämtlichen Pflichtspielen in Liga und Landespokal. Nach Wiederaufnahme des Spielbetriebs in der Spielzeit 2020/21 war die 1,71 Meter große De Almeida wieder Stammkraft bei Montpelliers Frauen, trotz des Weggangs von Karchaoui weiterhin in der zentralen Defensive.
2021 kehrte sie dennoch in die Île-de-France zurück und trägt seither den Dress von Paris Saint-Germain.

### Stationen
- 2004–2012: SC Épinay-sur-Orge
- 2012/13: SF Villebon
- 2013–2017: Juvisy FCF
- 2017–2019: Paris FC
- 2019–2021: Montpellier HSC
- seit 2021: Paris Saint-Germain FC

## Nationalspielerin
In den französischen Jugend-Nationalmannschaften fand Élisa De Almeida erst in der B-Jugend (U-17) Berücksichtigung (im ersten Halbjahr 2015 sechs Spiele mit einem eigenen Torerfolg), hat dann aber für alle Jahrgangs-Auswahlen gespielt. In der U-19 kamen zwölf Begegnungen hinzu; darunter waren auch zwei Teilnahmen an den A-Jugend-Europameisterschaften 2016 und 2017, wobei sie 2016 in der Vorrunde zum Titelgewinn der Französinnen beitrug, danach aber verletzungsbedingt im Endspiel von Trainer Gilles Eyquem nicht aufgeboten werden konnte. Dafür stand sie im Jahr darauf im gegen Spanien verlorenen Finale.
2017 und 2018 bestritt sie insgesamt elf Partien für Frankreichs U-20; mit den Bleuettes (den „kleinen Blauen“) war De Almeida auch bei vier der fünf Begegnungen der Weltmeisterschaft 2018 dabei, die die gastgebenden Französinnen als Vierte abschlossen. Im Frühjahr 2019 kam sie schließlich mit der französischen B-Elf, die je nach Quelle auch als France A’ oder U-23 bezeichnet wird, zu zwei Matches bei dem Turnier in La Manga.
Im Oktober 2019 debütierte Élisa De Almeida dann bei der französischen A-Nationalfrauschaft, als Nationaltrainerin Corinne Diacre sie in einem Freundschaftsspiel gegen Island wenige Minuten vor dem Schlusspfiff für Aïssatou Tounkara einwechselte. Im Herbst 2020 folgten in diesem Kreis drei Einsätze bei Qualifikationsspielen zur Europameisterschaft, und das jeweils in der Startelf. Bei dem 11:0-Kantersieg gegen Nordmazedonien, bei dem sie erstmals anstelle ihrer Klubkameradin Marion Torrent auf der rechten Außenbahn eingesetzt wurde, bewies sie auch ihre offensiven Qualitäten, indem sie an gleich sieben französischen Treffern beteiligt war.
Bisher hat sie 47 A-Länderspiele und dabei fünf Treffer für die Bleues zu Buche stehen. (Stand: 19. Juli 2025)
Sie nahm an der Fußball-Weltmeisterschaft 2023 in Australien und Neuseeland teil.
Bei der Fußball-Europameisterschaft 2025 in der Schweiz bestritt sie 4 Spiele.

## Palmarès
- U-19-Europameisterin 2016 (ohne Einsatz im Endspiel)
- Französische Pokalsiegerin 2022